# Музей хліба (Переяслав)
Музей хліба у Переяславі — музей, присвячений розвитку вітчизняного хліборобства від найдавніших часів до сьогодення.

## Історія
Музей створен у 1984 року за ініціативою директора Михайла Івановича Сікорського. Музейна експозиція показує основні періоди соціально-економічного і культурного розвитку українського хлібовиробництва впродовж його історичного розвитку.
Основою музею стала значна колекція знарядь праці, зібрана ще з 1950-х років науковцями історичного музею на чолі з Михайлом Івановичем Жамом (1931—2002).

## Експозиція

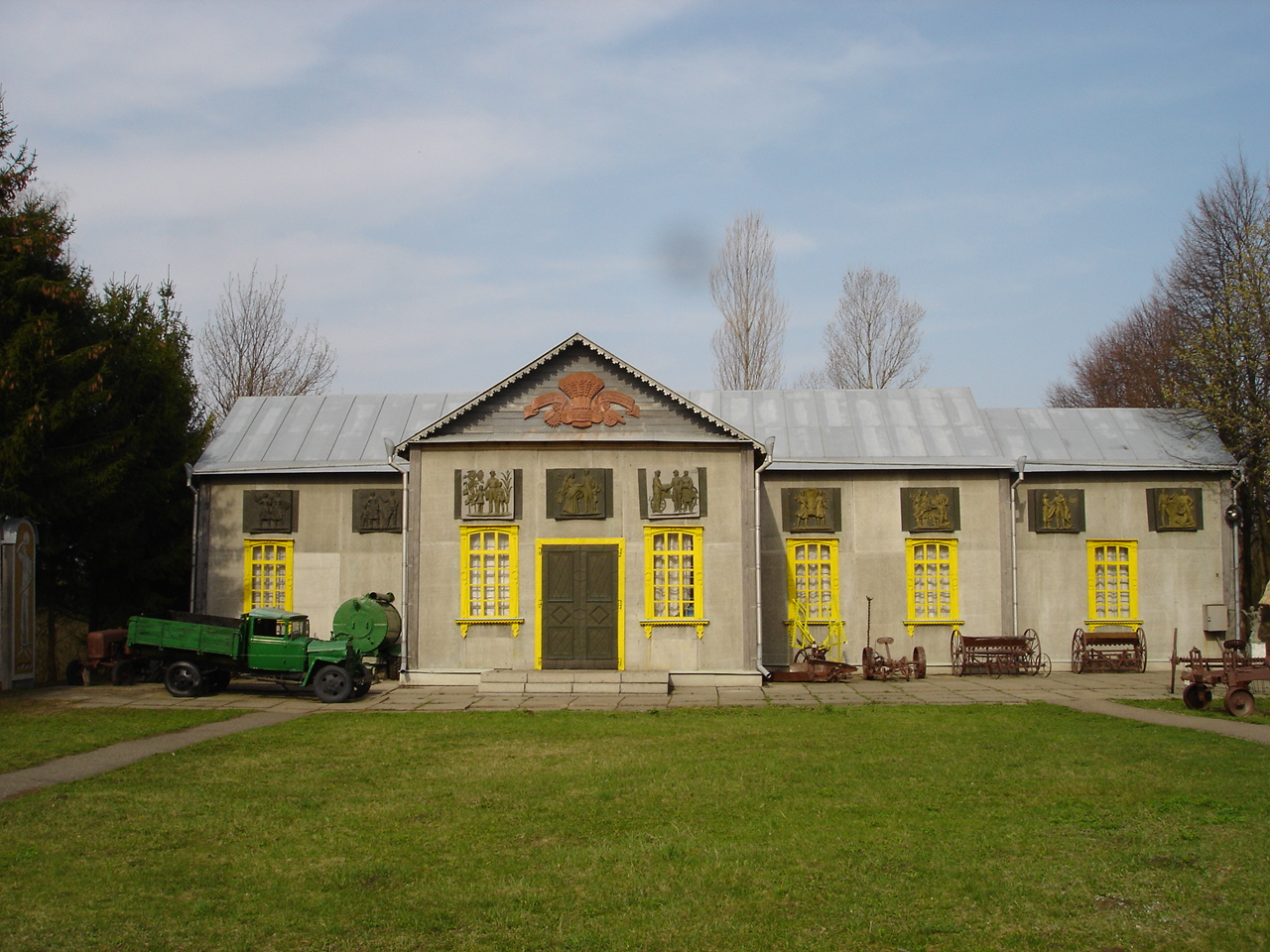
Головна будівля музейного комплексу хліба

Музей має п'ятнадцять тематичних розділів, де представлено основні етапи розвитку хліборобства і хлібопекарства, показано річний цикл хліборобської роботи українських селян, традиції використання зерна та хліба в українському побуті, народних звичаях і обрядах календарного та родинного циклів.
- Розділи «Хліб в епоху первісного суспільства» та «Хліб в епоху розкладу первісно-общинних відносин та в ранньофеодальному суспільстві».
- Розділ «Розвиток хліборобства та хлібопекарства в Україні в період розвитку феодальних та формування капіталістичних відносин».
- Розділи «Зернове господарство України в радянський період» та «Хліб Великої Вітчизняної війни».
- Розділ «Системи землеробства і хлібопекарська галузь УРСР 50-80 років XX століття».
- Розділ «Селекція зернових культур — як складова частина системи землеробства».
- Розділ «Хліб в народних звичаях та обрядах».
- Розділ «Життя і побут хліборобської родини».
- Розділ «Сільськогосподарська техніка 20-80 років XX століття».

Музейний комплекс займає територію близько 2,5 гектари:
- Вознесенська церква побудови 1897 року із села Мала Каратуль (із втраченими верхами), де розміщена основна експозиція площею 600 кв. м. (6 залів);
- хата селянина-хлібороба (с. Кунцеве Новосанжарського району Полтавської області);
- три комори для зберігання зерна в селах Яхники і Вишневе Лохвицького району Полтавської області та в місті Київ на Подолі;
- вітряний млин (с. Мирча Бородянського району Київської обл.);
- майстерня з виготовлення та насікання жорнових каменів та відкритий виставковий майданчик, де представлена сільськогосподарська техніка кінця ХІХ — ХХ століть (зокрема, ґрунтообробні знаряддя праці, унікальна колекція плугів, військово-польова пекарня, механізований молотильний тік, зернозбиральні та вантажні машини і «крилатий хлібороб» — «АН-2»).

## Галерея

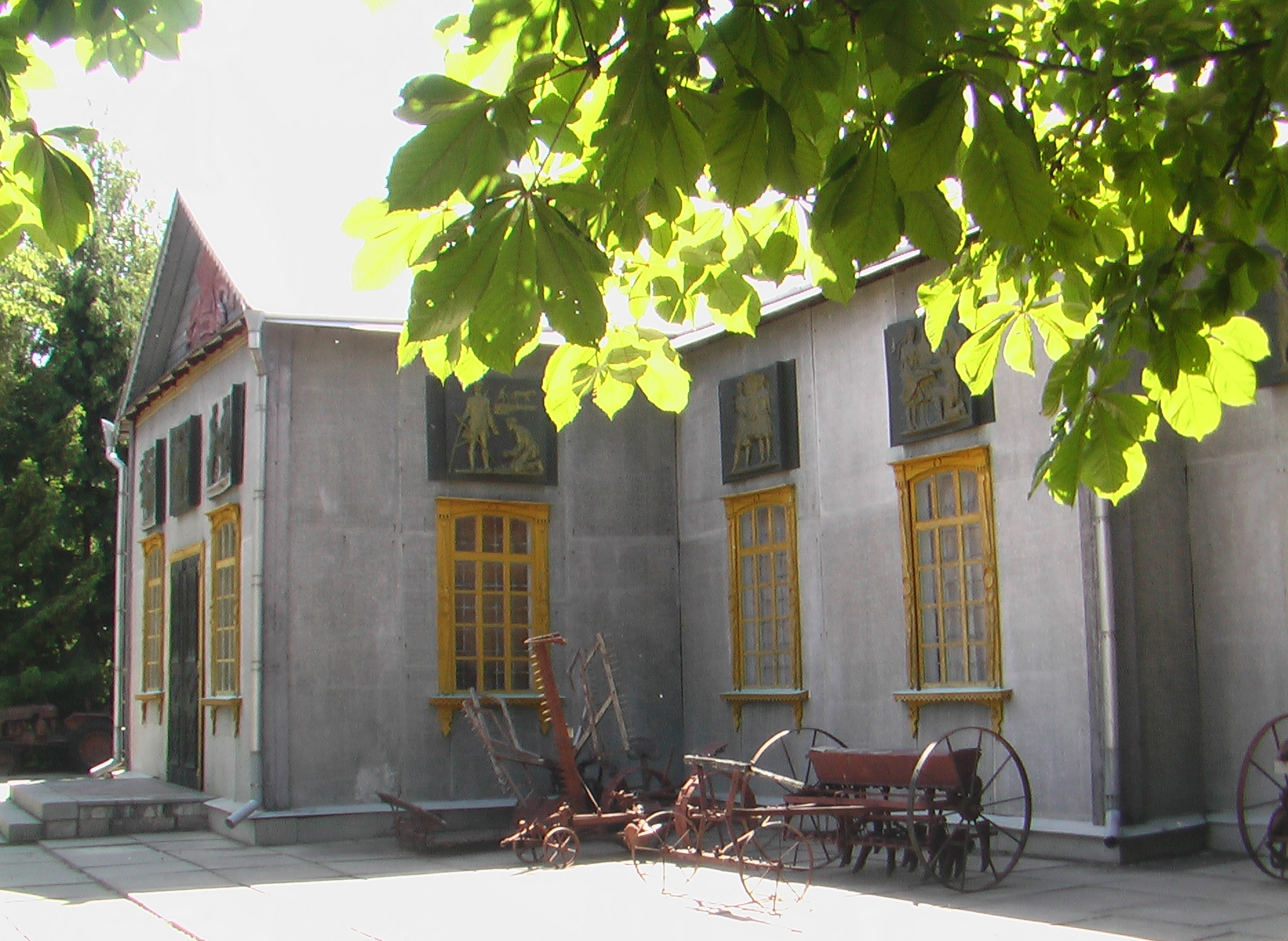
Вознесенська церква із села Мала Каратуль - основний експозиційний павільйон музею.
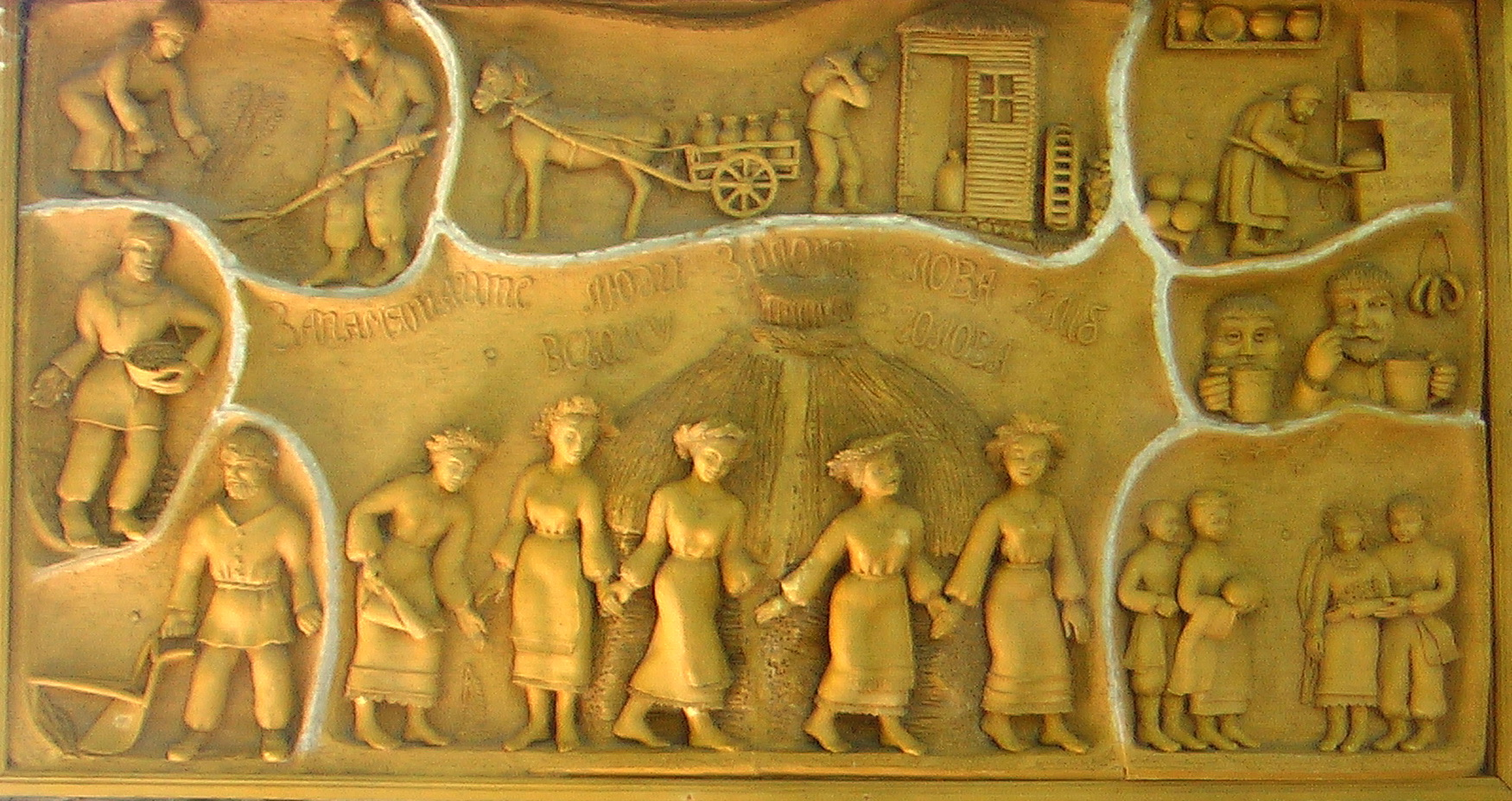
Панно «Хліб всьому голова» на фасаді павільйону Музею хліба. Автор Л. Іващенко.
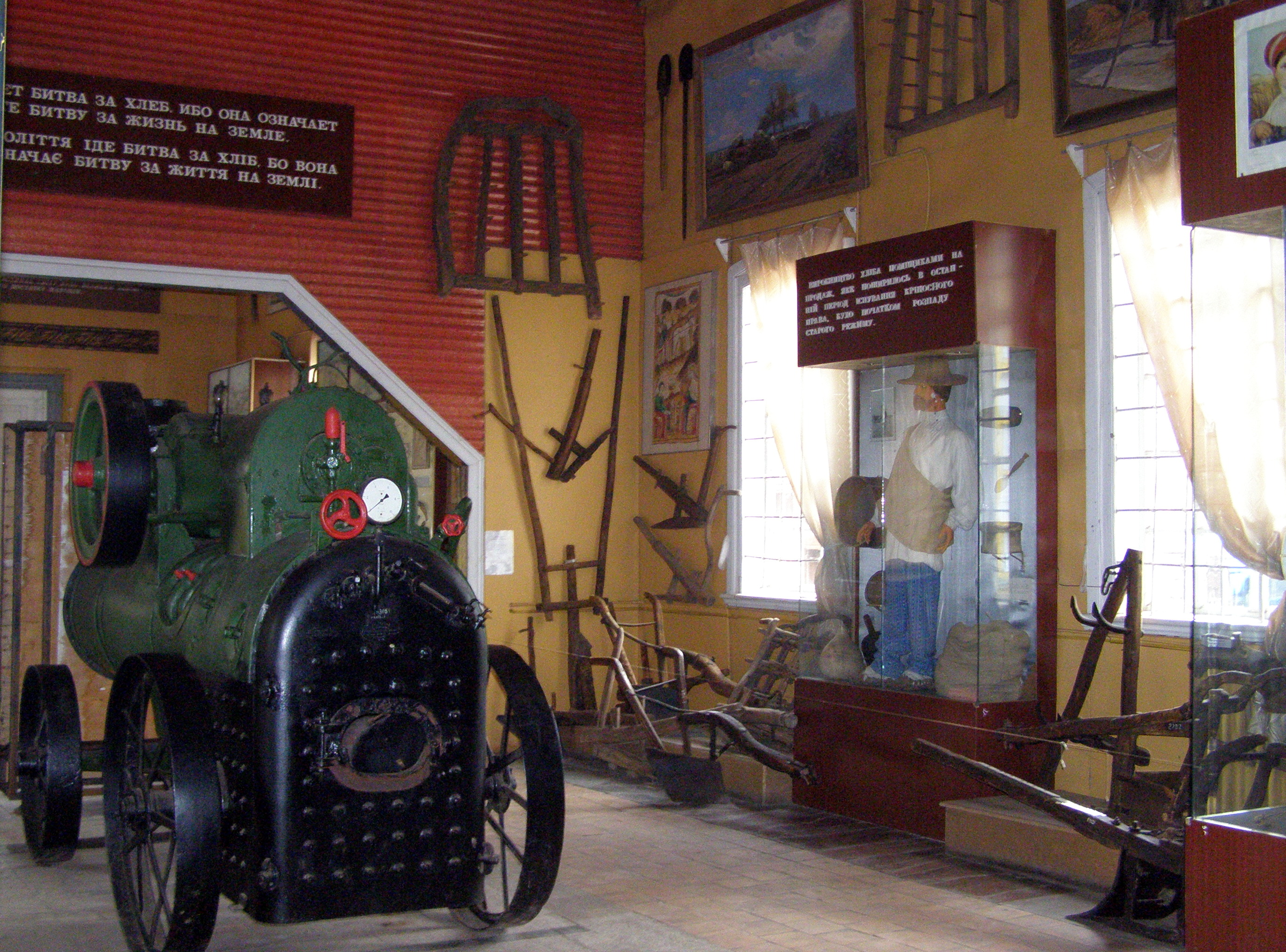
Локомобіль
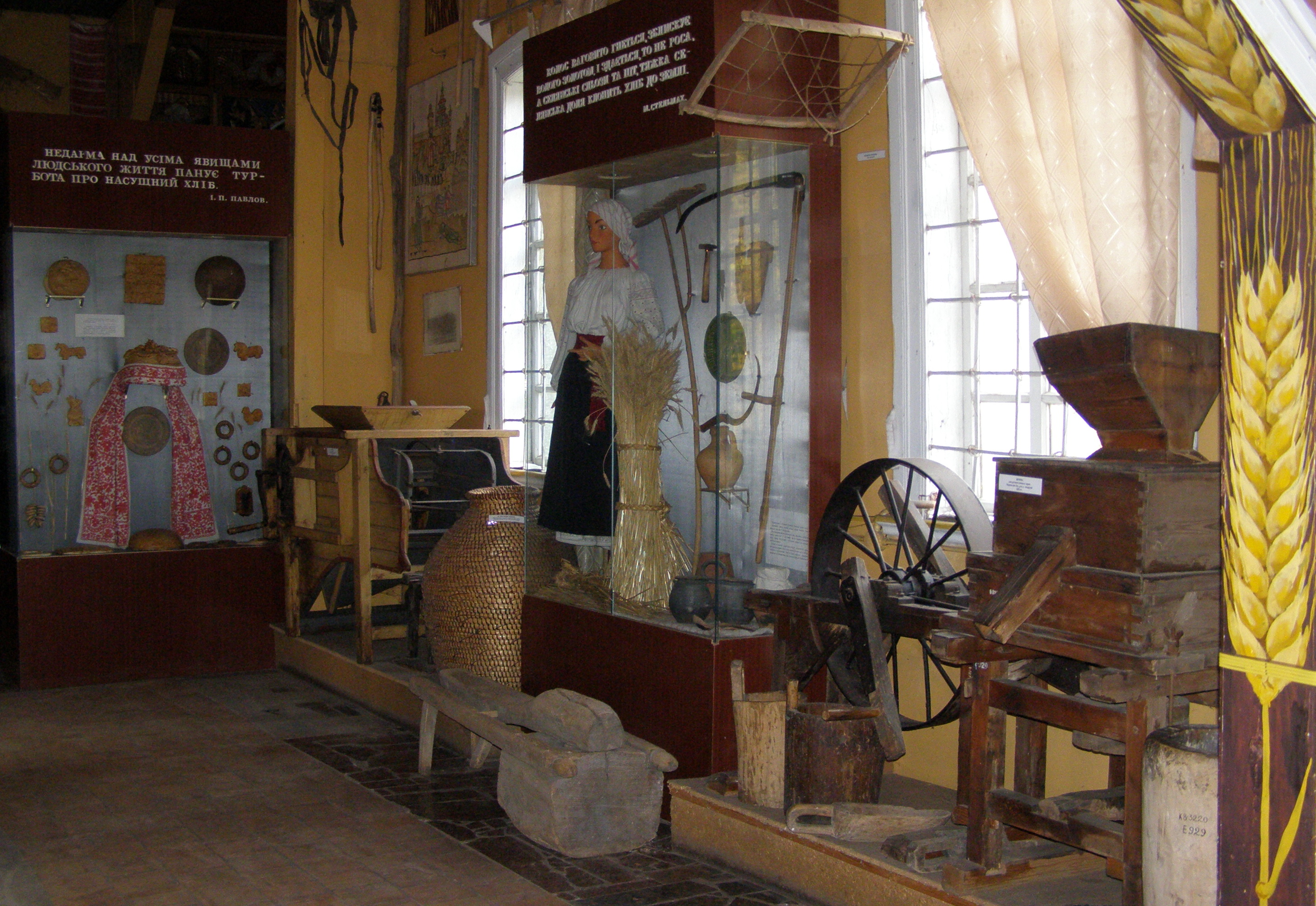
Експозиція Музею хліба
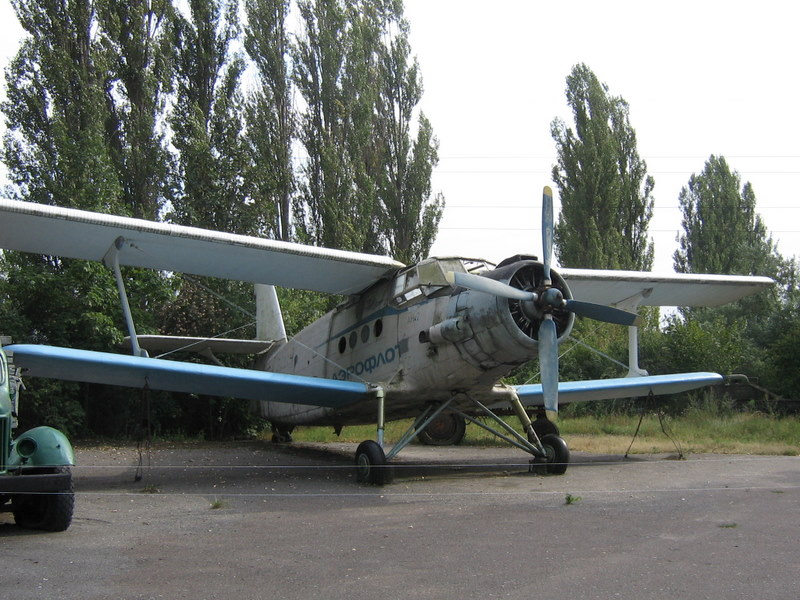
АН-2
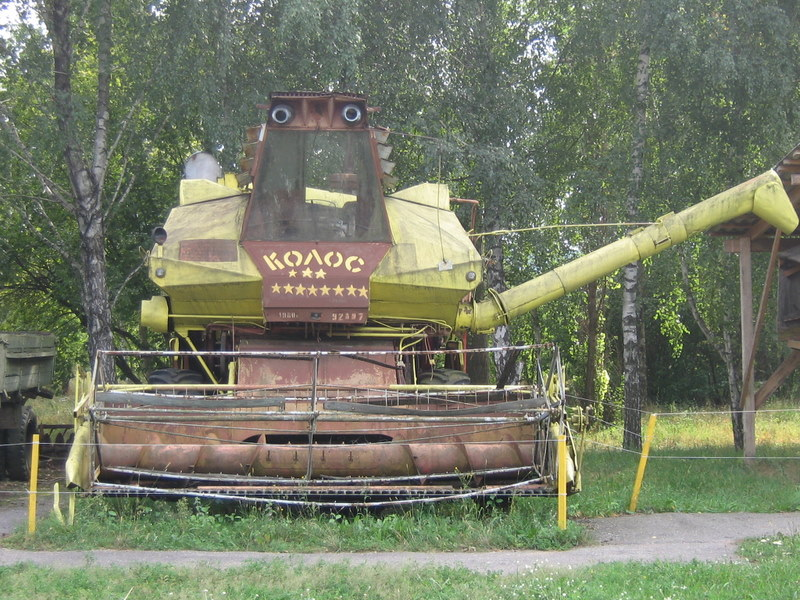
Комбайн «Колос»
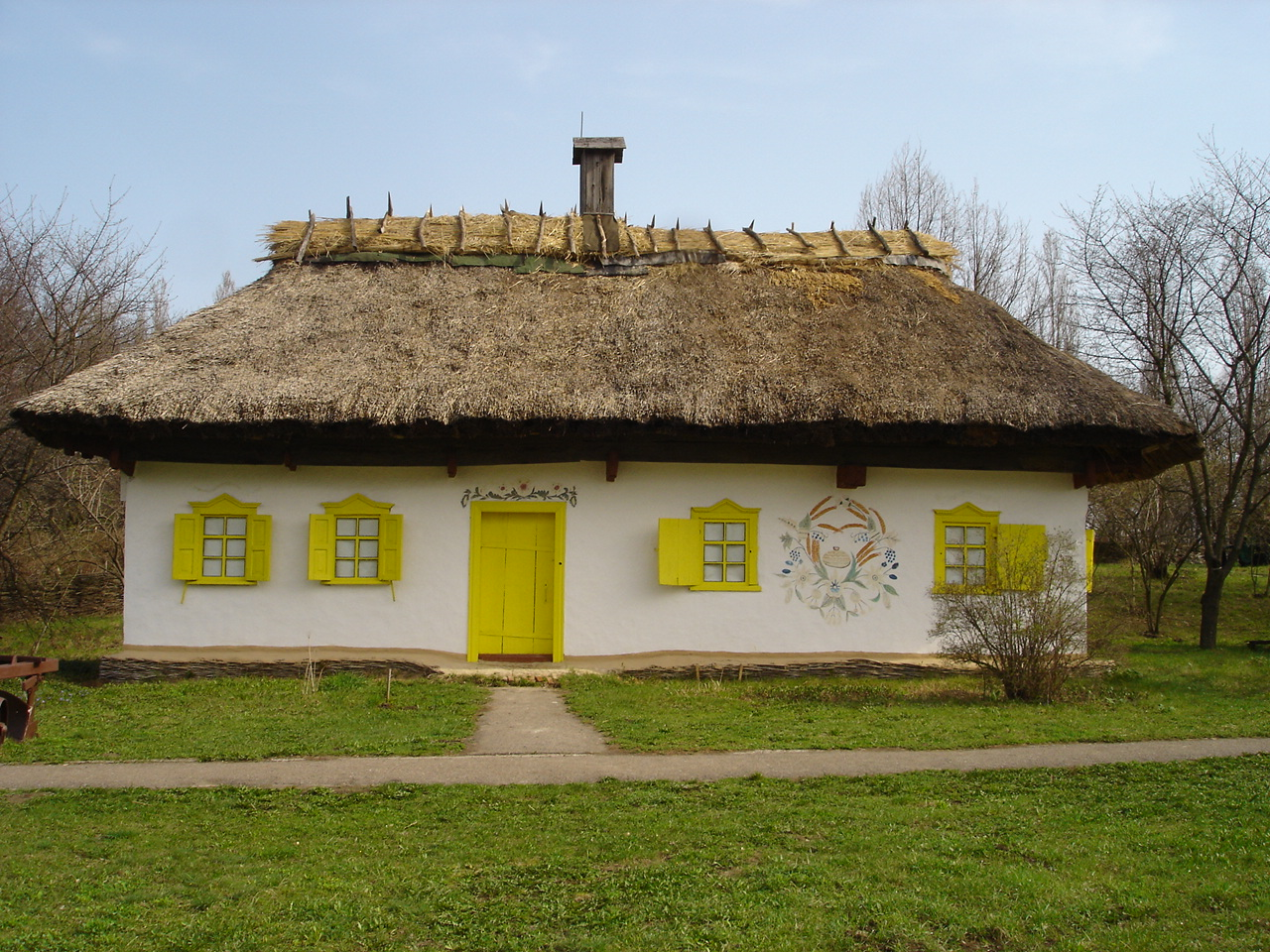
Хата селянина-хлібороба із с. Кунцево Новосанжарського району Полтавської області.
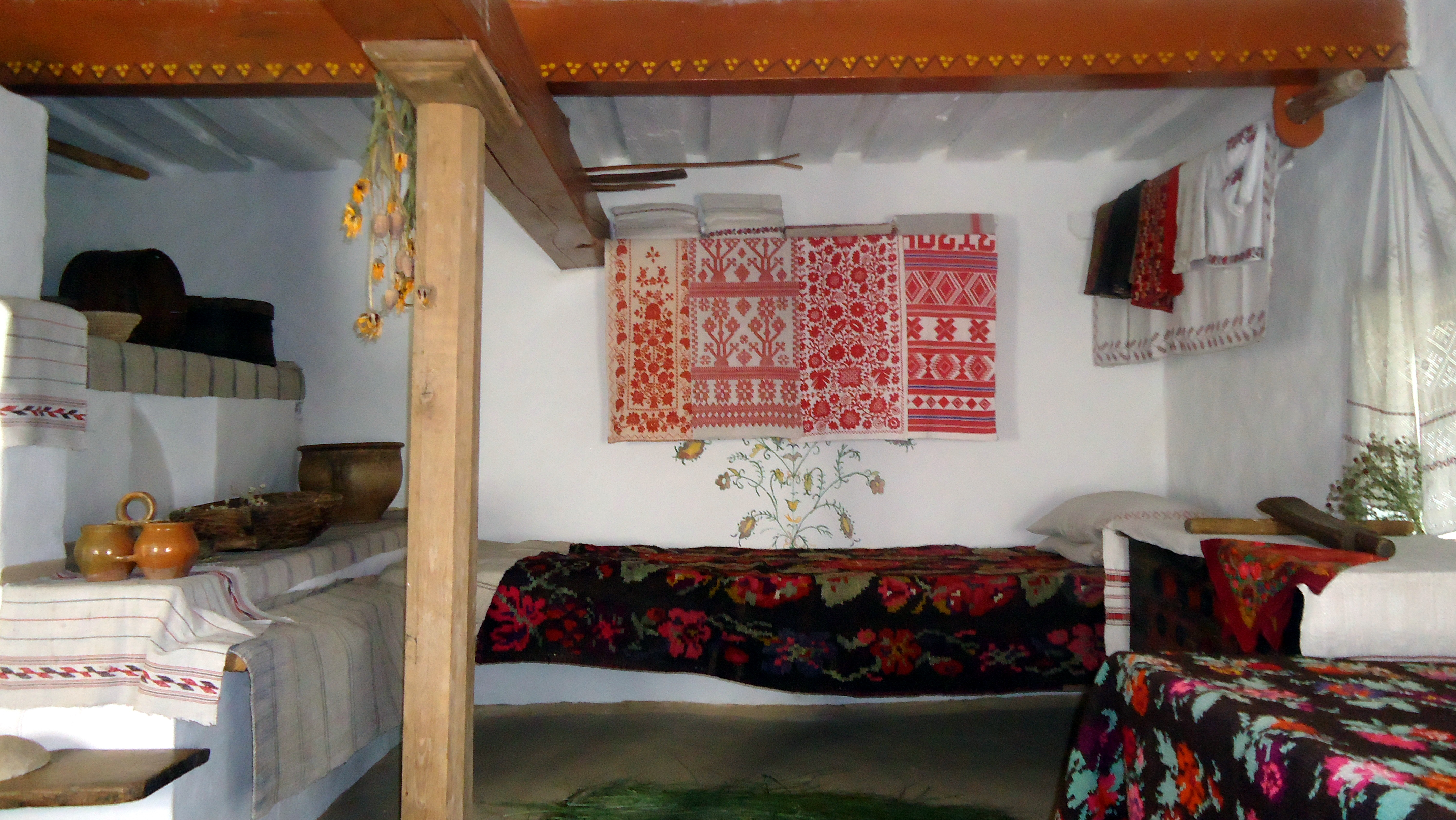
Інтер’єр хати селянина-хлібороба із с. Кунцево Новосанжарського району Полтавської області.
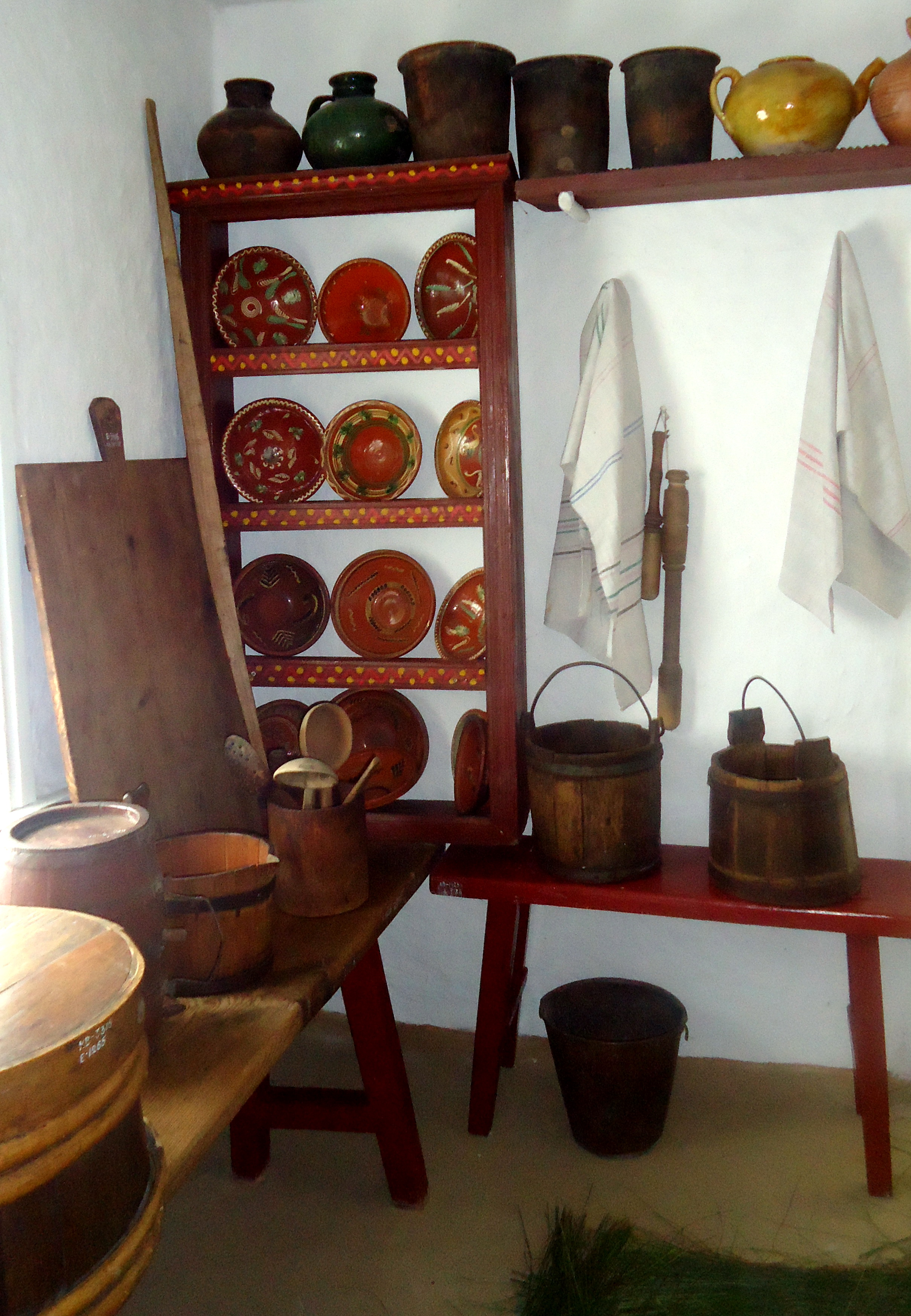
Інтер’єр хати селянина-хлібороба із с. Кунцево Новосанжарського району Полтавської області.
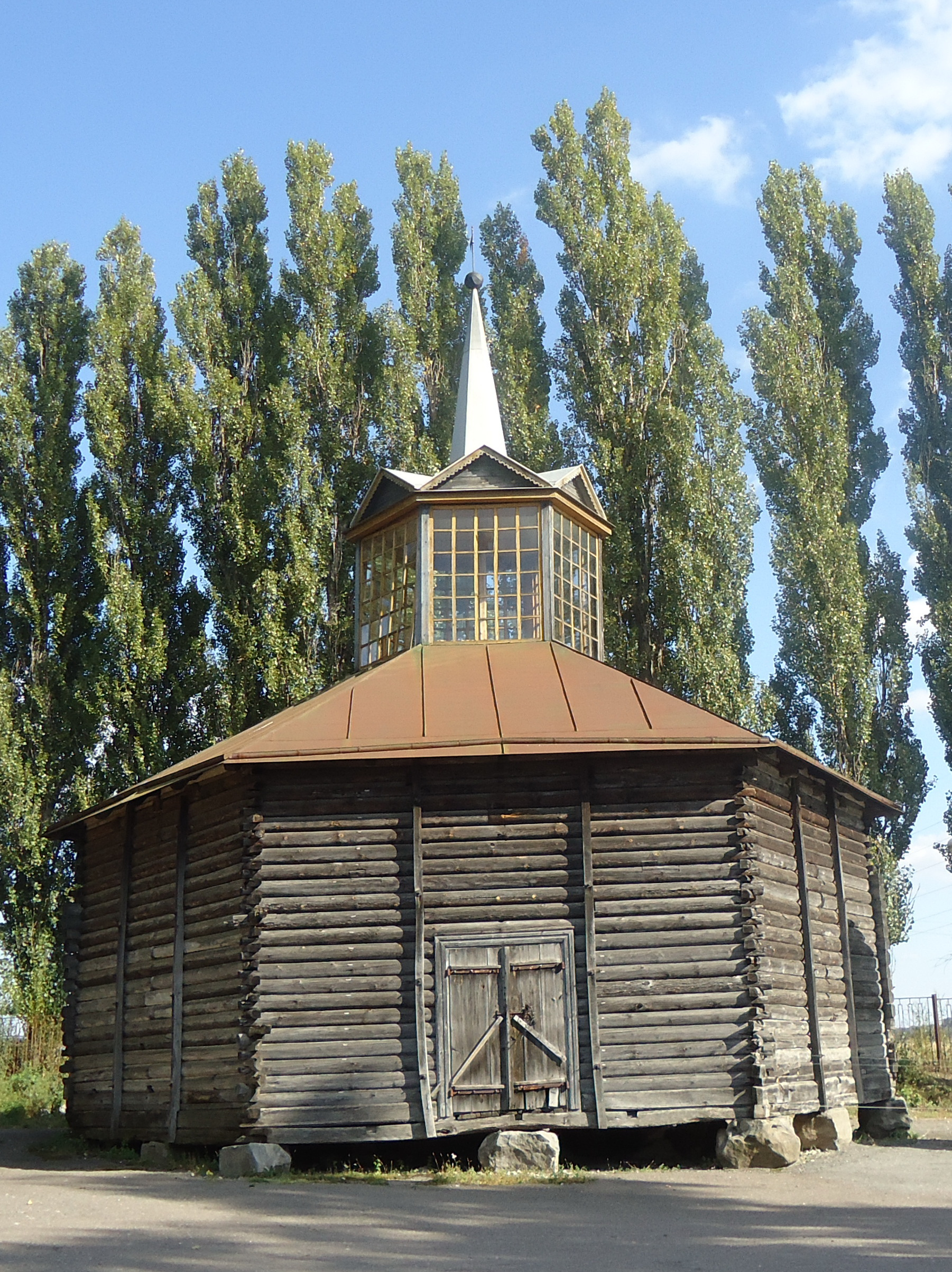
Комора із с. Вишневого Лохвицького району Полтавської області.
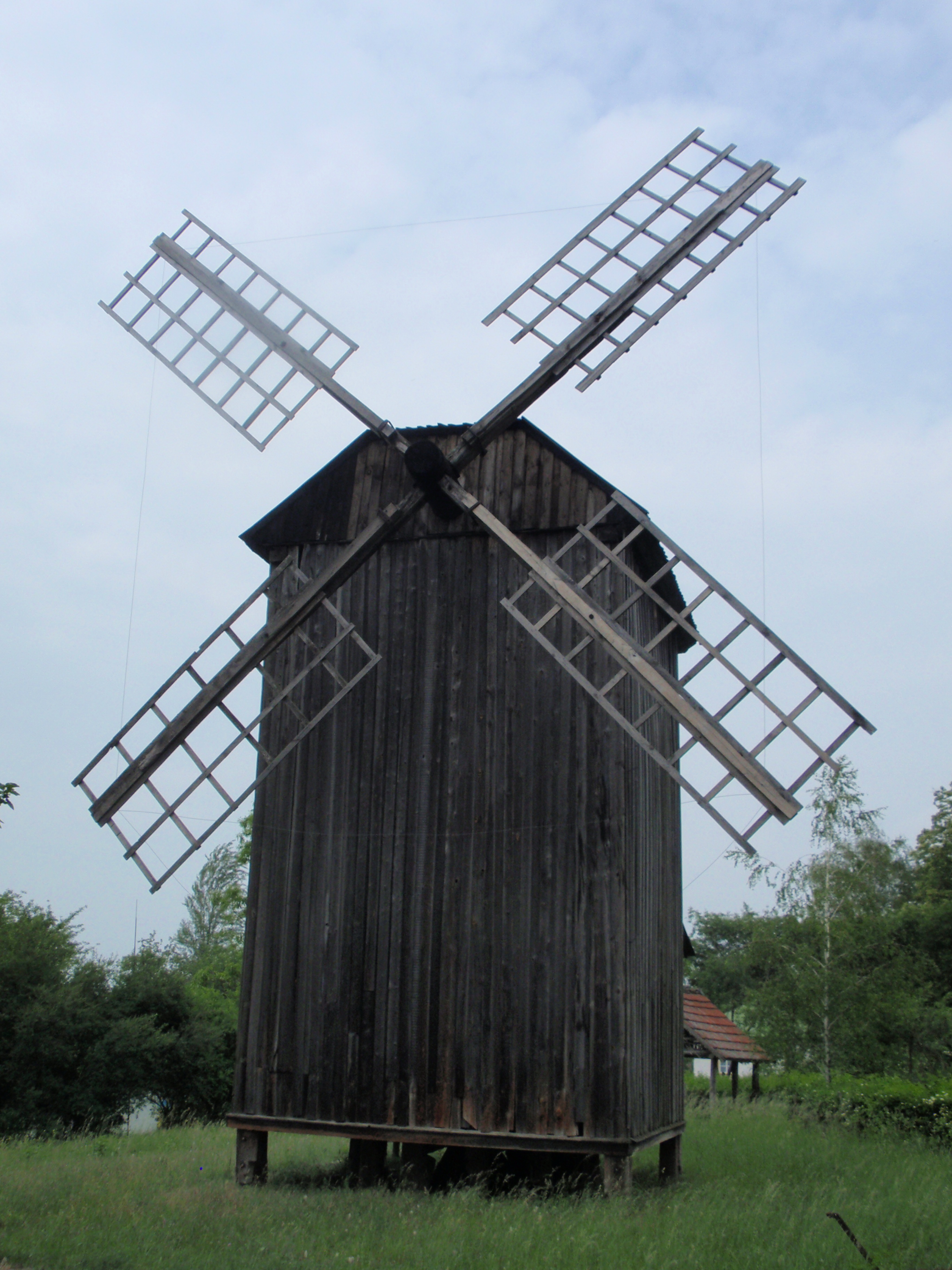
Вітряний млин із с. Мирча Бородянського району Київської області.